# Santiago Ramírez
Santiago María Ramírez de Dulanto O.P. (25 de juliol de 1891, Samiano - † 18 de desembre de 1967, Salamanca) fou un prevere i teòleg dominic espanyol, professor de filosofia i teologia i gran erudit tomista que va participar en el Concili Vaticà II.
Va estudiar al seminari major de Logronyo. El 1911 entrà a l'Orde de Predicadors, i començà el noviciat a Astúries. Va rebre la tonsura el 1914. Completà els seus estudis a la Universitat Pontifícia de Sant Tomàs d'Aquino, Roma. El 16 de juliol del 1916 fou ordenat prevere. Va fer classes de teologia i de filosofia al convent de Sant Esteve de Salamanca, a la Universitat de Friburg i a l'Institut Lluís Vives de filosofia.
És conegut per les seves discussions sobre José Ortega y Gasset amb Pedro Laín Entralgo, Julián Marías i José Luis López Aranguren, i la seva polèmica amb Jacques Maritain sobre la filosofia social i l'ètica i la noció de bé comú.

## Obres
- "De analogia secundum doctrinam aristotelico-thomisticam", Ciencia Tomista, Madrid, 1921-1922.
- De spei christianae fideique divinae mutua dependentia, Typis Consociationis Sancti Pauli, Friburgi, 1940.
- De hominis beatitudine, I, Salamanticae, 1942.
- De hominis beatitudine, II, Salamanticae, 1943.
- De hominis beatitudine, III, Salamanticae, 1947.
- De auctoritate doctrinali S. Thomae Aquinatis, Apud Sanctum Stephanum, Salmanticae, 1952.
- La filosofía de Ortega y Gasset, Herder, Barcelona, 1958.
- La esencia de la esperanza cristiana, Punta Europa, Madrid, 1960.
- De episcopatu ut sacramento deque episcoporum collegio, Apud Sanctum Stephanum, Salmanticae, 1963.
- De ipsa philosophia in universum, Instituto de Filosofía "Luis Vives", Madrid, 1970.